# Радиобиология
Радиобиологията е наука, която изучава биологичните ефекти на йонизиращата и нейонизиращата радиация в електромагнитния спектър, включително радиоактивното, рентгеновото, ултравиолетовото излъчване, видимата светлина, микровълните и радиовълните.
Влиянието на радиацията върху живите организми се изучава в различни области като радиационна химия, молекулярна биология и клетъчна биология, молекулярна генетика, тъканна реакция на радиация и др.